# ソー・デルタ
ソー・デルタ（Thor-Delta）またはデルタDM-19はアメリカ合衆国のローンチ・ヴィークル。1960年代に12回打ち上げられた。単にデルタとも呼ばれた。
ソー・エイブルの派生ロケットで、ソーロケットシリーズの一つであり、デルタロケットシリーズの最初のロケットである。
一段目はケロシン/液体酸素系のロケットダインLR79エンジンを搭載したソーミサイルの転用で、二段目に初期のエイブルステージ派生のデルタステージを、三段目にAltair固体ロケットモータを使用した。
上段の構成はヴァンガードロケットを踏襲し、二段目が硝酸/非対称ジメチルヒドラジン系の圧送式サイクルエンジンAJ10-118を搭載した初期型エイブルステージ派生のデルタステージ、三段目が固体ロケットモータのAltairであった。デルタステージには、軌道上での再着火やより正確な燃焼制御のため、冷却ガスによる姿勢制御ジェットを備えていた。
ソー・デルタロケットはソーミサイルとデルタアッパーステージを組み合わせて使用した最初のロケットであり、この組み合わせは以後多用されることになる。デルタ IIロケットは2011年の段階でも現役である。
ソー・デルタが打ち上げた人工衛星には世界初の受動型通信衛星エコー1Aやイギリス初の人工衛星アリエル1号、世界初の能動型通信衛星テルスター1などが含まれる。
12回全ての打上げはケープカナベラル空軍基地のLaunch Complex 17から行われた。テルスター1の打上げはパッドBを、その他の打上げはパッドAが使用された。最初の打上げであったエコー1以外は全て成功した。